# Пустиња Деште Кевир
Деште Кевир (на персијском دشت كوير‎, позната и као Велика слана пустиња или Кавир-е Намак) је велика пустиња смештена у централном делу Иранске висоравани. Протеже се око 800 km у дужину и 320 km у ширину, а укупна површина је 77.600 km², што је чини 23. највећом пустињом на свету. Протеже се од планинског венца Алборз на северозападу до пустиње Деште Лут на југоистоку. Обухвата делове покрајина Разави Хорасан, Семнан, Техеран, Исфахан и Јазд.

## Клима и структура
Клима је сува, има веома мало падавина. Ипак због планина које окружују Деште Кевир, стварају се повремено велика језера и мочваре. Температура лети може достићи 50 °C, а просечна температура у јануару је 22 °C. Дневне и ноћне температуре могу варирати и до 70 °C. Киша обично пада зими. Пустиња је прекривена песком и шљунком. Јављају се мочваре, повремено реке и језера. Велике температуре доводе до великог испаравања, што оставља мочваре и блато с великим наслагама соли. Често се јављају јаке олује због којих могу настати пешчани брежуљци до 40 m. Неки делови Деште Кевира имају више степски изглед.

## Холоценски језерски систем
Пре око 3000 година, на почетку Холоцена, Кевир је био група великих језера, азијски монсун је сезао дубоко до центра Ирана, доносећи летње кише које су формирале бројна језера у затвореним басенима централне Иранске висоравани која данас обухвата Кевир и друге пустиње на том подручју. Обилне обале на разним надморским висинама које су још увек присутне у Кевиру су наѕнаке холоценских, монсунских језера у централном Ирану, где сада доминира пустиња.

## Вегетација
Вегетација Деште Кевира је добро прилагођена топлој и сувој клими, као и сланој земљи. Врсте као што су трава и грмље могу се пронаћи само у неким долинама и врховима планина. Најшире распрострањен је црни пелен. Персијске газеле живе у степском и пустињском делу централног платоа. Дивље овце, камиле, козе (Capra aegagrus) и персијски леопарди живе у планинским пределима. Ноћу се могу видети дивље мачке, вукови, лисице и други месоједи. У неким деловима пусиње живе персијски гепард и персијска зебра. Гуштери и змије живе у различитим деловима централног платоа.

## Култивација
Велика топлота и бројне олује иѕаѕивају ероѕију у Деште Кевиру, ѕбог чега је малтене немогуће култивисати земљу. Пустиња је ненасељена и веома мало експлоатисана. Узгој камила и оваца и пољопривреда су извори живота малобројних људи који живе на њеном тлу. Насељавање људи је ограничено на неке оазе, где се подижу стамбене конструкције које блокирају ветар да би се одговорило на тешке временске услове. За наводњавање, Иранци су развили софистицирани систем бунара познатих као канати. Они су још увек у употреби, а модерни глобално коришћени системи прихода од воде темеље се на њиховим техникама.